# Pierwsze wystąpienie UWO
Pierwsze wystąpienie UWO (zwane także pierwszym częściowym wystąpieniem) – akcje terrorystyczne i dywersyjne przeprowadzone w Małopolsce Wschodniej oraz w mniejszym stopniu na Wołyniu przez Ukraińską Organizację Wojskową (UWO) w latach 1921–1923, których największe nasilenie nastąpiło latem i jesienią 1922 roku.

## Geneza
Po zgodzie Rady Najwyższej na zajęcie byłej Galicji Wschodniej przez Polskę i przegranej w wojnie polsko-ukraińskiej, większość ukraińskich sił politycznych w II RP w dalszym ciągu kwestionowała prawo Polski do administrowania tym spornym terenem. 31 sierpnia 1920 roku w Pradze emigracyjni ukraińscy politycy, głównie weterani wojny polsko-ukraińskiej, powołali terrorystyczną Ukraińską Organizację Wojskową, która postawiła sobie za cel utworzenie niezależnego państwa ukraińskiego poprzez oderwanie od Polski województw: lwowskiego, tarnopolskiego i stanisławowskiego.
Lucyna Kulińska uważa, że preludium do rozpoczęcia zamachów były obchody prawosławnych i greckokatolickich Zielonych Świąt w czerwcu 1921 roku, podczas których odprawiono panachidy za poległych w walkach z Polakami. Brak zdecydowanej reakcji rządu na antypolskie akcenty podczas tych obchodów ośmielił nacjonalistów do organizowania zbrojnego powstania.
Niezależnie od nacjonalistów do wystąpień przyłączyli się także komuniści.

## Przebieg wystąpień
W połowie 1921 roku do Polski wrócił z zagranicy Jewhen Konowalec i objął kontrolę nad kolegium UWO. Konowalec zmienił nieprzystający do warunków konspiracyjnych kolegialny system podejmowania decyzji wprowadzając stanowiska komendantów. Tak zreorganizowana UWO przystąpiła do przeprowadzania akcji.
Jednym z pierwszych aktów terroru był nieudany zamach na Józefa Piłsudskiego 25 września 1921 roku we Lwowie dokonany przez członka UWO, studenta Stepana Fedaka ps. "Smok".
Atak na Naczelnika Państwa spowodował liczne aresztowania (27 osób), które nadwyrężyły siły UWO i spowodowały czasowe zahamowanie ataków. Przystąpiono do nich na nowo w 1922 roku.
Wśród wystąpień dominowały podpalenia – podpalano budynki mieszkalne i gospodarskie, sterty zboża, siana i słomy należące najczęściej do właścicieli ziemskich i osadników. Drugą pod względem liczebności kategorią ataków były akty dywersji - zrywano łączność, tory kolejowe, wysadzano mosty, niszczono budynki państwowe. Dokonywano także zamachów na przedstawicieli państwa polskiego – żołnierzy, policjantów, urzędników, atakowano Ukraińców lojalnych względem państwa polskiego. Szczególnie dużo zamachów dokonano na kandydatów do Sejmu przez wyborami wyznaczonymi na dzień 5 listopada 1922. Wywołało to masowe wycofywanie się Ukraińców z komisji wyborczych oraz wzmocnienie ogłoszonego przez Jewhena Petruszewycza i UWO bojkotu wyborów. Bojówki UWO praktycznie nie przeprowadzały akcji przeciwko polskiemu wojsku, za to przed akcjami chętnie przebierano się w polskie mundury. Przemycane z zagranicy materiały wybuchowe ukrywano pomiędzy książkami, w koszach z żywnością. Kolportaż propagandowych druków odbywał się często za pomocą przesyłek opatrywanych pieczęciami greckokatolickich urzędów parafialnych.
W październiku 1922 roku UWO stworzyła i rzuciła do walki w Małopolsce Wschodniej oddział partyzancki złożony z ok. 50 ludzi pod dowództwem Stepana Melnyczuka i Pawła Szeremety. Oddział atakował folwarki i kolonistów, zabił w Myszkowie w powiecie kamioneckim kandydata na posła Berezowskiego, jednak jeszcze w tym samym miesiącu został rozbity. Melnyczuk i Szeremeta zostali rozstrzelani wyrokiem sądu doraźnego w Czortkowie 11 listopada 1922 roku.
Kalendarium zamachów, w których padły ofiary śmiertelne:
- 14 maja 1922 – zabicie w Bratkowicach szer. Michalika, posterunkowego na moście kolejowym
- 19 maja 1922 – zabicie w Dolinie konfidenta WP Dołchana
- 27 lipca 1922 – zabicie w Podhorcach wójta "za zdradę narodu ukraińskiego"
- 22 sierpnia 1922 – omyłkowe zabicie stróża nocnego Dymitra Kuszczaka podczas zamachu na wójta w Dulibach
- 27 sierpnia 1922 – w Podhorcach k. Stryja zastrzelono naczelnika gminy Antona Hnata
- 14 września 1922 – zastrzelenie w Lubyczy Michała Łanowego, członka komitetu wyborczego. Sprawców - Romana Łucejkę i Wasyla Krupę ujęto i wyrokiem sądu rozstrzelano we Lwowie 29 listopada 1922.
- 17 września 1922 – zastrzelenie w Kuczowie Wielkim Jura Terejczuka
- 8 października 1922 – zabicie w Żabiem posterunkowego Jana Buga
- 14 października 1922 – zabicie komendanta posterunku w Płauczy
- 15 października 1922 – zabicie Sydora Twerdochliba, nauczyciela, poety, twórcy bloku wyborczego "chliborobów", kandydata do Sejmu. Zamachu dokonano na stacji kolejowej Sapieżanka k. Kamionki Strumiłowej.
- 19 października 1922 – zabicie w Czarnym Lesie k. Podhajec policjanta Michała Korczowskiego
- 19 października 1922 – zabicie w Przemyślu Teofila Filipowa
- 24 października 1922 – zabicie szer. Tomasza Czernika, wartownika na forcie w Przemyślu
- 25 października 1922 – zabicie przez oddział Szeremety kierownika szkoły i kandydata na posła Berezowskiego
- 2 listopada 1922 – zastrzelenie w Ispasie Wasyla Piechulaka, kandydata na posła
- 4 listopada 1922 – zastrzelenie w Pacykowie k. Doliny Ilka Wasylczyszyna, wójta, kandydata na posła
- 4 listopada 1922 – zabicie w Rosochaczu k. Kołomyi Antoniego Bachmaniuka, kandydata na posła
- 16 listopada 1922 – zabicie w Kielichowie Mikołaja Maczycko, członka komisji wyborczej
- 17 grudnia 1922 – zastrzelenie w Siczkowcach k. Husiatyna wójta Jana Furmana
- 22 stycznia 1923 – zabicie za pomocą bagnetów policjanta oraz podoficera i dwóch szeregowych. Miejscem zbrodni były Kupczyce i Denysów w powiecie tarnopolskim
- 28 stycznia 1923 – zastrzelenie posterunkowego Nakoreckiego w Koźlaku k. Tarnopola

## Liczba wystąpień oraz poniesione straty
Opracowanie Oddziału II Sztabu Głównego Wojska Polskiego za okres styczeń 1922 – marzec 1923 wymieniało następujące kategorie wystąpień.:
| Kategoria wystąpienia                  | Ilość wystąpień |
| -------------------------------------- | --------------- |
| Spalonych folwarków i dworów           | 94              |
| Nieudanych podpaleń folwarków i dworów | 9               |
| Spalonych zagród kolonistów            | 54              |
| Nieudanych podpaleń zagród kolonistów  | 1               |
| Zabitych żołnierzy, żandarmów i innych | 22              |
| Zabitych własnych ludzi                | 13              |
| Nieudanych zamachów na życie           | 11              |
| Aktów sabotażu                         | 60              |
| Nieudanych aktów sabotażu              | 8               |
| Ograbionych dworów                     | 11              |
| Potyczek z oddziałami                  | 18              |
| Razem                                  | 301             |

Zdaniem Lucyny Kulińskiej powyższe dane są fragmentaryczne. Władysław Pobóg-Malinowski podawał, że tylko w ciągu pierwszych siedmiu tygodni 1922 roku było 470 podpaleń. Według Petra Mirczuka tylko w lecie i na jesieni 1922 roku było 2,3 tys. różnego rodzaju wystąpień. Tadeusz Olszański ocenia, że w czasie samego przebiegu wyborów do Sejmu w 1922 roku, UWO i ukraińscy komuniści dokonali około 2,3 tys. podpaleń i trzydzieści osiem aktów dywersji na kolei na szkodę państwa polskiego. Analogiczną liczbę (2300) podaje Ryszard Torzecki. Grzegorz Motyka uważa, że bliższa rzeczywistości jest liczba około 300 aktów sabotażu i dywersji. Wśród nich wymienia:
- 17 zamachów na funkcjonariuszy państwa (zabito 5 osób);
- 15 zamachów na Ukraińców (zabito 9 osób);
- 129 podpaleń i rabunków;
- 27 aktów sabotażu w obiektach państwowych;
- 35 przypadków przecięcia łączności.

Według obliczeń Oddziału II Sztabu Głównego WP, w wyniku wystąpień z lat 1922-1923 szkody (wliczając przewóz oddziałów) wyniosły co najmniej 15 mld marek polskich czyli około 800 tys. dolarów.

## Reakcja państwa polskiego
Ze względu na status Małopolski Wschodniej polskie władze w odpowiedzi na wystąpienia UWO nie ogłosiły stanu wyjątkowego. Na to miejsce wprowadzono sądy doraźne i karę śmierci także za przestępstwa przeciwko mieniu.
Impulsem do bardziej intensywnych działań przeciw UWO były zamachy przed wyborami do Sejmu, szczególnie zabójstwo Sydira Twerdochliba. Dzięki zeznaniom jednego z zamachowców, Michała Dzikowskiego uzyskano wiele tajnych informacji o UWO. Ustalono skład Komendy Naczelnej UWO. W więzieniach osadzono około 1,5 tys. osób, choć władze oceniały, że w antypolskie wystąpienia było zaangażowanych bezpośrednio około 3 tys. osób. Zagrożony aresztowaniem Konowalec wraz z kilkoma innymi wysoko postawionymi działaczami UWO zbiegł pod koniec listopada 1922 do Czechosłowacji. Reakcja władz doprowadziła zmniejszenia skali wystąpień, aczkolwiek UWO w dalszym ciągu kontynuowała działalność.
Lucyna Kulińska ocenia, że działania UWO zmierzały do wywołania narodowego powstania, które jednak nie wybuchło. Przyczynę tego upatruje w zbyt późnym objęciu agitacją chłopstwa ukraińskiego. Większość wystąpień dokonywano siłami ukraińskiej inteligencji. Ponadto wiele akcji UWO zakończyło się niepowodzeniem z powodu słabego wyszkolenia i doświadczenia wykonawców. Błędem było rozpoczęcie zamachów od nieudanego ataku na głowę państwa.
Pierwsze wystąpienie UWO przyczyniło się do wzrostu świadomości narodowej społeczeństwa ukraińskiego oraz zahamowało polskie osadnictwo.